# نيلسون سيلفا باتشيكو
خطأ لوا في mw.text.lua على السطر 25: bad argument #1 to 'match' (string expected, got nil).
نيلسون سيلفا باتشيكو (بالإسبانية: Nelson Silva Pacheco)‏ هو لاعب كرة قدم أوروغواياني في مركزي الهجوم، ولد في 8 أكتوبر 1944 في لاس بيدراس ‏ في الأوروغواي. لعب مع أتلتيكو جونيور وتيغري وروزاريو سنترال.

## وصلات خارجية
- نيلسون سيلفا باتشيكو على موقع ناشيونال فوتبول تيمز (الإنجليزية)